# Sterling (Colorado)
Sterling és una població dels Estats Units, seu del comtat de Logan, a l'estat de Colorado. Segons el cens del 2005 tenia 12.589 habitants.

## Demografia
Segons el cens del 2000, Sterling tenia 11.360 habitants, 4.604 habitatges, i 2.790 famílies. La densitat de població era de 638,4 habitants per km².
Dels 4.604 habitatges en un 30,6% hi vivien nens de menys de 18 anys, en un 46,2% hi vivien parelles casades, en un 10,8% dones solteres, i en un 39,4% no eren unitats familiars. En el 34,1% dels habitatges hi vivien persones soles el 14,7% de les quals corresponia a persones de 65 anys o més que vivien soles. El nombre mitjà de persones vivint en cada habitatge era de 2,34 i el nombre mitjà de persones que vivien en cada família era de 3,03.
Per edats la població es repartia de la següent manera: un 25,5% tenia menys de 18 anys, un 12,9% entre 18 i 24, un 25,5% entre 25 i 44, un 19,6% de 45 a 60 i un 16,4% 65 anys o més.
L'edat mediana era de 35 anys. Per cada 100 dones de 18 o més anys hi havia 91,2 homes.
La renda mediana per habitatge era de 27.337 $ i la renda mediana per família de 39.103 $. Els homes tenien una renda mediana de 27.921 $ mentre que les dones 20.508 $. La renda per capita de la població era de 15.287 $. Entorn de l'11,5% de les famílies i el 15,2% de la població estaven per davall del llindar de pobresa.

## Poblacions més properes
El següent diagrama mostra les poblacions més properes.